# 滨海罗克塔斯
滨海罗克塔斯，是西班牙安达卢西亚自治区阿尔梅里亚省的一个市镇。 总面积60km2, 总人口87868人（2013年），人口密度1464人/km2。